# Sphecosoma simile
Sphecosoma simile är en fjärilsart som beskrevs av William Schaus 1894. Sphecosoma simile ingår i släktet Sphecosoma och familjen björnspinnare. Inga underarter finns listade i Catalogue of Life.